# Spionfióka
A Spionfióka (eredeti cím: If Looks Could Kill) 1991-ben bemutatott amerikai akció–vígjáték, amelyet William Dear rendezett. Az élőszereplős játékfilm producerei Neil Meron és Craig Zadan. A forgatókönyvet Fred Dekker és Darren Star írta, a zenéjét David Foster szerezte.

## Cselekmény
Egy 18 éves detroiti diák, Michael Corben az év végén rossz jegyet kapott franciából. Patricia Grober franciatanárnő vezetésével az osztálya franciaországi kirándulást tervez, hogy a diákok nyelvtudását fejlesszék. Michael is (kötelezően) beiratkozott erre a kirándulásra.
Ugyanakkor egy szintén Franciaországba utazó CIA-ügynököt, akinek álneve megegyezik Michael nevével, a repülőtéren megöl egy merénylő, Ilsa Grunt. Mivel az ügynökről az álnevén kívül semmit sem tudnak - még a külsejét és a korát sem -, Michaelt a franciaországi hírszerzők összetévesztik ezzel az ügynökkel. James Bond-szerű ügynökfelszerelést kap, és Augustus Steranko politikus védelmét bízzák rá. Michael eleinte nem fogja fel a tényleges veszélyt, de megpróbál eleget tenni a parancsnak.
Kiderül, hogy Steranko egy pszichopata megalomániás, aki számos európai politikust akar meggyilkolni, és el akarja foglalni Európa összes aranytartalékát. Ilsa Grunt Steranko nevelőanyja, edzője és bérgyilkosa volt. Michael megjelenésével az ellenséges oldalon is kétségek merülnek fel az igazi ügynök halálával kapcsolatban, ezért merényletet kísérelnek meg Michael ellen. Mrs. Grobert és osztályát elrabolják Steranko kastélyában.
Michael szövetkezik Mariskával, akinek az apja titkos ügynök volt, akit Steranko ölt meg, és aki egyedül akart szembeszállni Sterankóval. Együtt kiszabadítják a diákokat és a tanárt, és elkapják Sterankót, amikor az megpróbál megszökni.
Michael jó jegyet kap franciából, és úgy dönt, hogy a CIA-nak dolgozik tovább.

## Szereplők
| Szereplő                           | Színész             | Magyar hang            |
| ---------------------------------- | ------------------- | ---------------------- |
| Michael Corben                     | Richard Grieco      | Kerekes József         |
| Mariska                            | Gabrielle Anwar     | Kováts Adél            |
| Ilsa Grunt                         | Linda Hunt          | Tábori Nóra            |
| Augustus Steranko                  | Roger Rees          | Szersén Gyula          |
| Patricia Grober                    | Robin Bartlett      | Császár Angela         |
| Vendetta Galante                   | Geraldine James     | Menszátor Magdolna     |
| Edward Richardson                  | Michael Siberry     | Usztics Mátyás         |
| Areola Canasta                     | Carole Davis        | Tóth Enikő             |
| Larabee alezredes                  | Frederick Coffin    | Kránitz Lajos          |
| Zigesfeld                          | Tom Rack            | Varga Tamás            |
| Blade                              | Roger Daltrey       | Beregi Péter           |
| Kent                               | Oliver Dear         | Kautzky Armand         |
| Melissa Tyler                      | Cynthia Preston     | Kökényessy Ági         |
| Haywood                            | Michael Sinelnikoff | Velenczey István       |
| Kelly                              | Travis Swords       | Sinkovits-Vitay András |
| Herb Corben                        | Gerry Mendicino     | Perlaki István         |
| Marge Corben                       | Fiona Reid          | Pásztor Erzsi          |
| Brad Corben                        | Michael Vinokur     | Minárovits Péter       |
| Kramer ügynök                      | Gene Mack           | Vass Gábor             |
| Lefevre                            | Jacques Tourangeau  | N/A                    |
| Ludwig Krupp                       | Gordon Masten       | Kisfalussy Bálint      |
| Krupié                             | Laurent Imbault     | Wohlmuth István        |
| Reptéri jegypénztáros              | Dominique Pétin     | Némedi Mari            |
| Hosztesz a repülőtér várakozójában | Susan Dear          | Ábrahám Edit           |
| Légiutas kísérő az első osztályon  | Isabelle Truchon    | Györgyi Anna           |
| Légiutas kísérők főnöke            | Claude Gasse        | Bessenyei Emma         |
| Ian                                | Jon Baggaley        | Uri István             |
| Iskolaigazgató                     | Philip Spensley     | Uri István             |
| Ajtónálló                          | Armand Laroche      | Jakab Csaba            |
| Álbuszvezető                       | Tedd Dillon         | Jakab Csaba            |
| Jean-Claude                        | N/A                 | Jakab Csaba            |
| Michael Corban ügynök              | N/A                 | Juhász Jácint          |